# 第6版 (マジック:ザ・ギャザリング)
第6版（6th Edition）はマジック:ザ・ギャザリングのカードセット。1999年4月27日にアメリカで発売された。全350種類（絵違い含む）。別名クラシック（Classic）。略記は6E。
第6版より大幅なルールの改編が行われた。基本セットに初めてエキスパンション・シンボルが採用された（第5版簡体字版を除く）。

## 代表カード
- アダーカー荒原、吸血の教示者、ハルマゲドン。